# Белоглав плодов гълъб
Белоглавият плодов гълъб (Ptilinopus eugeniae) е вид птица от семейство Гълъбови (Columbidae). Видът е почти застрашен от изчезване.

## Разпространение
Видът е разпространен в Соломоновите острови.